# Бонье, Пьер
Пьер Бонье́ (фр. Pierre Baugniet; род. 23 июля 1925, Антверпен, Бельгия — 20 декабря 1981, Монако) — бельгийский фигурист выступавший в парном фигурном катании. С партнершей Мишлин Ланнуа они выиграли золотую медаль на Олимпиаде 1948 года. Кроме того, они двукратные чемпионы мира (1947 и 1948 год) и чемпионы Европы 1947 года. Многократные чемпионы Бельгии.

## Биография
Мишлин Ланнуа и Пьер Бонье стали вторыми (и последними на сегодняшний день) бельгийскими спортсменами обладателями олимпийских медалей в фигурном катании. Первым был Роберт ван Зебрук — бронзовый призёр Олимпиады 1928 года в мужском одиночном катании.
После ухода из спорта жил во Франции; был дважды женат. Умер в 1981 году в Монако.

## Спортивные достижения
| Соревнование/Сезоны     | 1946—47 | 1947—48 |
| ----------------------- | ------- | ------- |
| Зимние Олимпийские игры |         | 1       |
| Чемпионаты мира         | 1       | 1       |
| Чемпионаты Европы       | 1       |         |